# Erika Pykäläinen
Erika Pykäläinen (bei der FIS Erika Pykalainen; * 21. April 2001 in Hyvinkää, Uusimaa) ist eine finnische Skirennläuferin. Sie ist weitgehend auf die technischen Disziplinen Riesenslalom und Slalom spezialisiert.

## Biografie
Erika Pykäläinen bestritt im Alter von 16 Jahren in Levi ihre ersten FIS-Rennen und konnte sich auf Anhieb im Spitzenfeld klassieren. Bei ihren ersten Juniorenweltmeisterschaften in Davos wurde sie Zwölfte im Riesenslalom. Noch im selben Winter gab sie in Zinal ihr Europacup-Debüt und kürte sich auf dem Pyhätunturi erstmals zur finnischen Meisterin in ihrer Paradedisziplin. Ihr erstes Europacup-Spitzenresultat gelang ihr im Januar 2019 im Riesenslalom von Tignes, wo sie das Podest als Vierte nur knapp verpasste. Während sie bei nationalen Meisterschaften weitere Siege einfuhr, konnte sie sich bei vier weiteren JWM-Teilnahmen leicht verbessern. Ihre besten Einzelresultate erreichte sie als Super-G-Achte in Bansko 2019 sowie als Riesenslalomsechste in Panorama 2022. Im Dezember 2023 belegte sie in den Nor-Am-Cup-Rennen in Mont-Tremblant zwei Podestplätze.
Ihr Weltcup-Debüt gab Pykäläinen am 27. Oktober 2018 im Riesenslalom von Sölden. Im darauffolgenden Februar nahm sie an den Weltmeisterschaften in Åre teil und belegte im Riesenslalom Rang 38. Bei den Weltmeisterschaften in Cortina d’Ampezzo schaffte sie im Riesenslalom Platz 29 und startete als Teil des finnischen Teams im Mannschaftswettbewerb. Bei den Olympischen Spielen von Peking schied sie in beiden technischen Disziplinen jeweils im ersten Durchgang aus. Im Rahmen der Weltmeisterschaften von Courchevel/Méribel belegte sie Riesenslalomrang 30. Ihre erste Weltcup-Platzierung in den Punkterängen glückte ihr Anfang Dezember 2023 als 30. im Riesenslalom von Mont-Tremblant.

## Erfolge

### Weltmeisterschaften
- Åre 2019: 38. Riesenslalom
- Cortina d’Ampezzo 2021: 9. Mannschaftswettbewerb, 29. Riesenslalom
- Courchevel/Méribel 2023: 30. Riesenslalom

### Weltcup
- 1 Platzierung unter den besten 30

### Weltcupwertungen
| Saison  | Gesamt | Gesamt | Riesenslalom | Riesenslalom |
| Saison  | Platz  | Punkte | Platz        | Punkte       |
| ------- | ------ | ------ | ------------ | ------------ |
| 2023/24 | 124.   | 1      | 51.          | 1            |

### Juniorenweltmeisterschaften
- Davos 2018: 12. Riesenslalom
- Fassatal 2019: 19. Riesenslalom, 26. Slalom
- Bansko 2021: 8. Super-G, 9. Riesenslalom
- Panorama 2022: 5. Mannschaftswettbewerb, 6. Riesenslalom, 14. Kombination, 22. Super-G

### Weitere Erfolge
- 7 finnische Meistertitel (Riesenslalom 2018 und 2021–2023, Super-G 2019 und 2021, Kombination 2019)
- 2 Podestplätze im Nor-Am Cup
- 14 Siege in FIS-Rennen